# 全景廊街

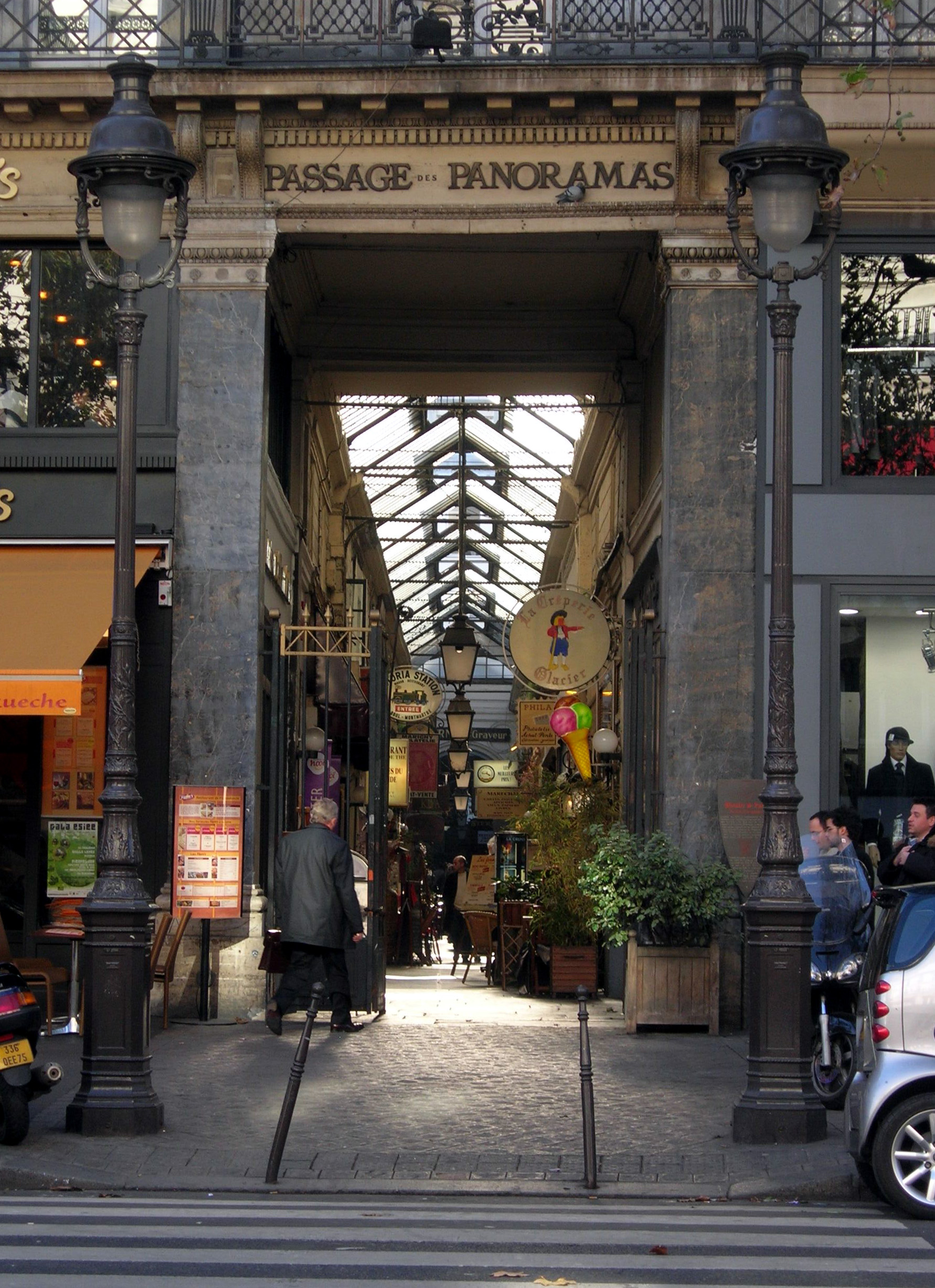
全景廊街在蒙马特大道的入口

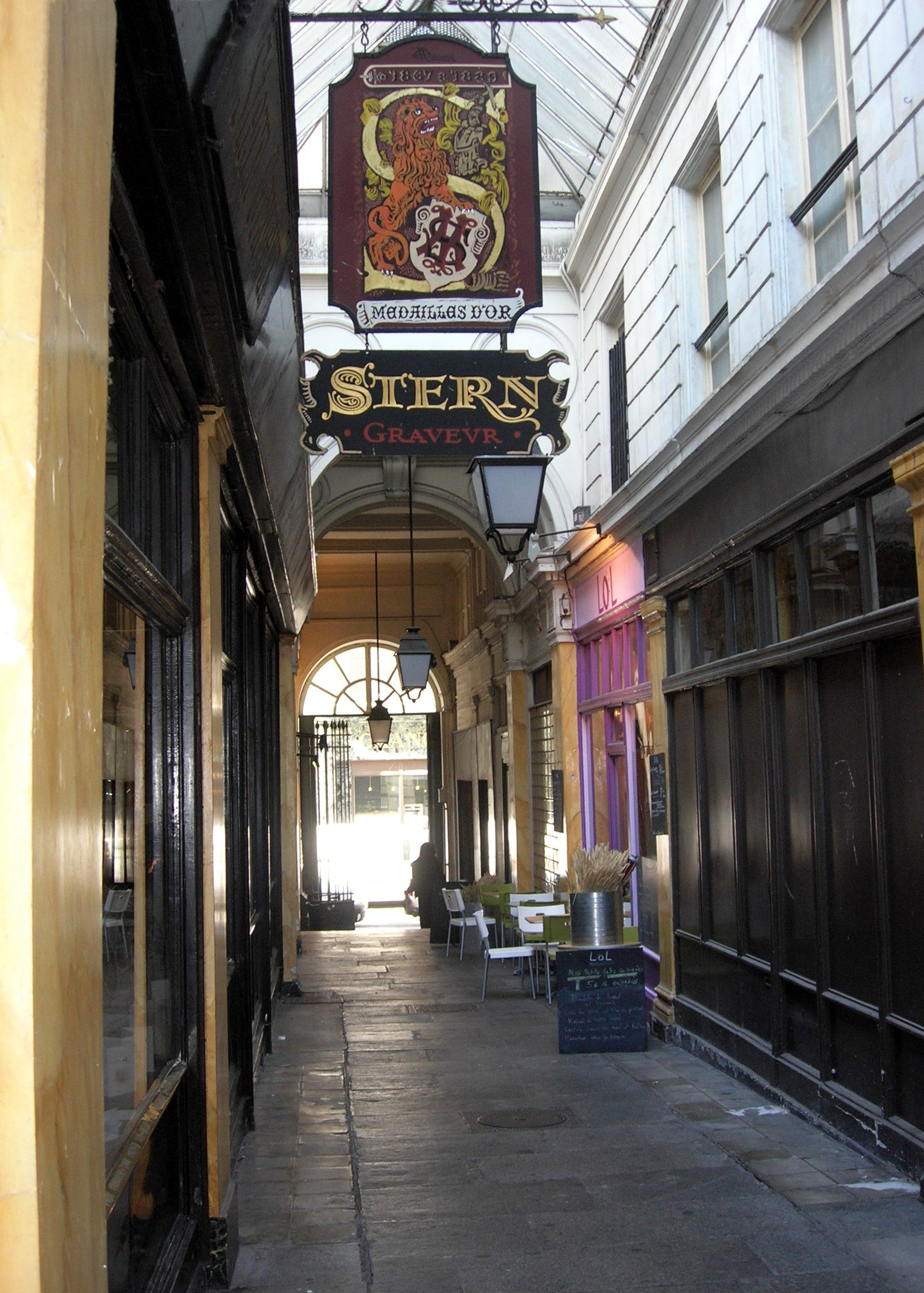
斯特恩公司

全景廊街（Passage des Panoramas）是法国巴黎的一条带顶盖的拱廊街，位于巴黎第二区，北到蒙马特大道，南到圣马克街（rue Saint-Marc）。这是巴黎主要的集邮市场。
全景廊街建于1799年至1800年，建在蒙莫朗西卢森堡旅馆（hôtel de Montmorency-Luxembourg）的原址上。它的名字来自于入口处上方安装的巴黎代表性景观全景图，该图已经毁于1831年。
在19世纪30年代，建筑师让·路易斯·维克多Grisart整修拱廊街，在内部增加了3个走廊：圣马克走廊（galerie Saint-Marc）与拱廊街平行，综艺走廊（galerie des Variétés）可通往综艺剧院（Théâtre des Variétés）门前，以及Feydeau和蒙马特走廊。 
19世纪，雕塑家让皮埃尔当唐（Jean-Pierre Dantan）（1800至69年）在全景廊街设置一个房间，所谓的“当唐博物馆”，安放小型石膏半身像、青铜、漫画和肖像（包括夏尔·莫里斯·德塔列朗-佩里戈尔、路易-菲利普一世、贝多芬、帕格尼尼、李斯特、维克多·雨果、巴尔扎克）。
1834年，斯特恩印刷和雕刻公司入驻全景廊街，随后搬来了明信片和邮票商人以及一些餐馆。目前，靠近蒙马特大街的部分是装饰华丽，而较远的部分和走廊比较低调。斯特恩公司的店铺被列为历史古迹。
1974年7月7日，全景廊街列为法国历史古迹 。